# GJ 1061
GJ 1061 (LHS 1565 / LP 995-46) es una estrella que se encuentra a solo 12 años luz del sistema solar.
Encuadrada dentro de la constelación de Horologium, está situada al suroeste de α Horologii y δ Horologii. Fue probablemente descubierta por Willem Jacob Luyten, quien estudió los movimientos propios de más de 520 000 estrellas.
En 1997, el proyecto RECONS revisó drásticamente la localización de GJ 1061, situándola a 11,9 años luz de distancia, lo que la convierte en la vigésima estrella más cercana al sistema solar (2008).
GJ 1061 es una tenue enana roja de magnitud aparente +13,03, por lo que no es visible a simple vista. Su masa apenas equivale al 11,3 % de la masa solar. Perteneciente al tipo espectral M5.5V, sus características físicas son muy similares a las de la conocida Próxima Centauri, siendo considerada una gemela de esta última.
Recientes estudios astrométricos descartan que GJ 1061 tenga una acompañante de baja masa.
Por otra parte, las estrellas conocidas más cercanas a ella son la estrella de Kapteyn, subenana roja a 3,7 años luz, y LP 944-20, enana marrón distante 4,9 años luz.

## Sistema Planetario
El 13 de agosto de 2019, un sistema planetario fue anunciado orbitando la estrella Gliese 1061 por el proyecto Puntos Rojos para detectar planetas terrestres alrededor de estrellas enanas rojas cercanas. El planeta, Gliese 1061 d, orbita en la zona conservadora circunestelar habitable de su estrella y el planeta Gliese 1061 c orbita en el borde interno de la zona habitable.